# Stenellipsis maculata
Stenellipsis maculata es una especie de escarabajo longicornio del género Stenellipsis, tribu Acanthocinini, subfamilia Lamiinae. Fue descrita científicamente por Montrouzier en 1861.

## Descripción
Mide 7,5-8 milímetros de longitud.

## Distribución
Se distribuye por Nueva Caledonia.